# Palaemnema
Palaemnema é um género de libelinha da família Platystictidae.
Este género contém as seguintes espécies:
- Palaemnema abbreviata Kennedy, 1938
- Palaemnema angelina Selys, 1860
- Palaemnema apicalis Navás, 1924
- Palaemnema azupizui Calvert, 1931
- Palaemnema baltodanoi Brooks, 1989
- Palaemnema bilobulata Donnelly, 1992
- Palaemnema brasiliensis Machado, 2009
- Palaemnema brevignoni Machet, 1990
- Palaemnema brucei Calvert, 1931
- Palaemnema brucelli Kennedy, 1938
- Palaemnema carmelita Ris, 1918
- Palaemnema chiriquita Calvert, 1931
- Palaemnema clementia Selys, 1886
- Palaemnema collaris Donnelly, 1992
- Palaemnema croceicauda Calvert, 1931
- Palaemnema cyclohamulata Donnelly, 1992
- Palaemnema dentata Donnelly, 1992
- Palaemnema desiderata Selys, 1886
- Palaemnema distadens Calvert, 1931
- Palaemnema domina Calvert, 1903
- Palaemnema edmondi  Calvert, 1931
- Palaemnema gigantula Calvert, 1931
- Palaemnema joanetta Kennedy, 1940
- Palaemnema lorena Kennedy, 1942
- Palaemnema martini Cowley, 1934
- Palaemnema melanocauda Kennedy, 1942
- Palaemnema melanostigma Hagen in Selys, 1860
- Palaemnema melanota Ris, 1918
- Palaemnema melanura Donnelly, 1992
- Palaemnema mutans Calvert, 1931
- Palaemnema nathalia Selys, 1886
- Palaemnema orientalis De Marmels, 1989
- Palaemnema paulicaxa Calvert, 1931
- Palaemnema paulicoba Calvert, 1931
- Palaemnema paulina (Drury, 1773)
- Palaemnema paulirica Calvert, 1931
- Palaemnema paulitaba Calvert, 1931
- Palaemnema paulitoyaca Calvert, 1931
- Palaemnema peruviana Ris, 1918
- Palaemnema picicaudata Kennedy, 1938
- Palaemnema reventazoni Calvert, 1931
- Palaemnema spinulata Donnelly, 1992
- Palaemnema tepuica De Marmels, 1989